# Coptocercus sulciscapus
Coptocercus sulciscapus är en skalbaggsart som beskrevs av Wang 1995. Coptocercus sulciscapus ingår i släktet Coptocercus och familjen långhorningar. Inga underarter finns listade i Catalogue of Life.